# Station Gits
Het station Gits is een voormalig spoorwegstation langs spoorlijn 66 (Brugge - Kortrijk) in Gits, een deelgemeente van de gemeente Hooglede. Het station werd op 22 mei 1955 gesloten samen met enkele andere kleinere stations langs de lijn. In het voormalige stationsgebouw is nu een kinderdagverblijf gevestigd.

## Wereldkampioenschap veldrijden 2007
Ter gelegenheid van het WK veldrijden 2007 in Hooglede-Gits, werd naast het oude station door de NMBS een tijdelijk station opgetrokken voor dit WK. Het station kreeg de naam WK Hooglede-Gits.
0: Brugge ·
3,2: Sint-Michiels ·
7,2: Loppem ·
10,8: Zedelgem ·
12,9: Veldegem ·
18,9: Torhout ·
23,7: Lichtervelde ·
27,1: Gits ·
29,7: Beveren (Roeselare) ·
32,4: Roeselare ·
34,8: Rumbeke ·
36,7: Kachtem ·
39,3: Izegem ·
42,4: Ingelmunster ·
45,6: Lendelede ·
47,2: Sint-Katerine ·
50,2: Heule ·
51,0: Heule-Leiaarde ·
54,5: Kortrijk